# 842 (číslo)
Osm set čtyřicet dva je přirozené číslo, které následuje po čísle osm set čtyřicet jedna a předchází číslu osm set čtyřicet tři. Římskými číslicemi se zapisuje DCCCXLII.

## Matematika
842 je:
- Poloprvočíslo
- Deficientní číslo
- Nešťastné číslo
- Nepříznivé číslo

## Astronomie
- (842) Kerstin je planetka hlavního pásu, kterou objevil v roce 1917 Max Wolf

## Roky
- 842
- 842 př. n. l.